# Kerrera
Kerrera är en ö i Storbritannien.   Den ligger i kommunen Argyll and Bute och riksdelen Skottland, i den nordvästra delen av landet, 600 km nordväst om huvudstaden London. Arean är 12,0 kvadratkilometer.
Terrängen på Kerrera är platt. Öns högsta punkt är 177 meter över havet. Den sträcker sig 6,2 kilometer i nord-sydlig riktning, och 6,3 kilometer i öst-västlig riktning.